# Cartellodes incartaria
Cartellodes incartaria là một loài bướm đêm trong họ Geometridae.